# Ian Deary

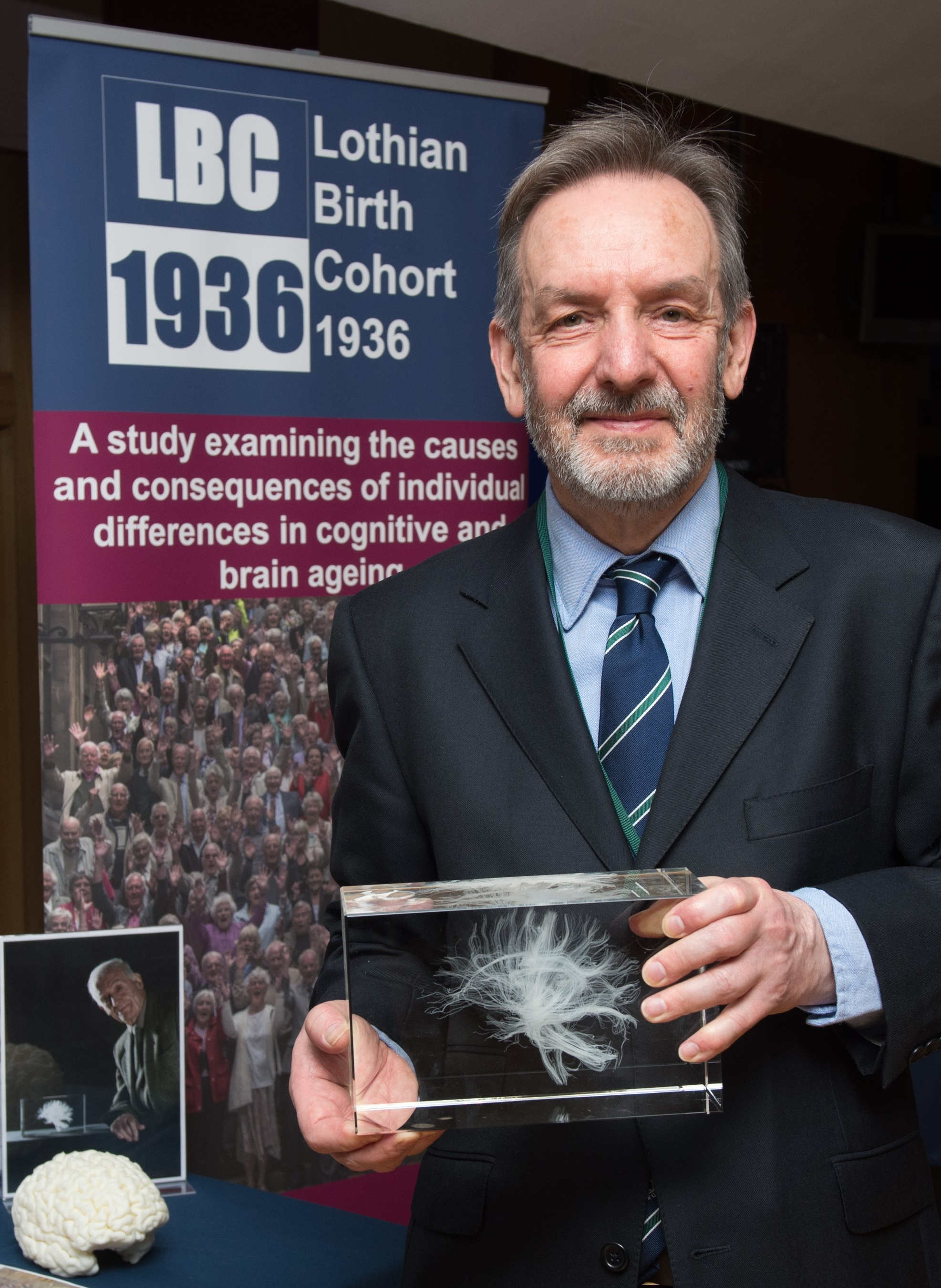
Ian Deary (2019)

Ian John Deary (* 17. Mai 1954) ist britischer Professor für Differentielle Psychologie an der University of Edinburgh und dort auch Direktor des Centre for Cognitive Ageing and Cognitive Epidemiology.

## Leben
Ian Deary besuchte von 1966 bis 1971 die Hamilton Academy in Lanarkshire. Er studierte Psychologie und Medizin an der University of Edinburgh und machte dort 1992 seinen PhD. 2003 wurde er zum Mitglied der British Academy gewählt.
Bekannt wurde er unter anderem für seine Folgeuntersuchung (2004) von Personen, die 1932 und 1947 an der Scottish Mental Surveys teilnahmen. Dabei wurden alle 1921 geborenen Kinder, die am 1. Juni 1932 schottische Schulen besuchten (etwa 87.000) untersucht. Sie bearbeiteten den Moray House Test. Ab 1997 wurde über die Medien nach Überlebenden dieser Untersuchung gesucht und fast 600 gefunden, die anschließend zwischen 1998 und 2001 erneut den Moray House Test und Ravens Matrizentest machten. Es wurde eine Stabilität individueller Unterschiede im IQ von etwa r = .66 festgestellt und außerdem Korrelate wie die Mortalität untersucht. Dabei handelt es sich um eine der längsten Längsschnittstudien mit sehr großer Stichprobe, die in der Geschichte der Intelligenzforschung eine Sonderstellung einnimmt.

## Werke
als Autor
- G. Matthews, I. J. Deary, M. C. Whiteman: Personality traits. 3. Auflage. Cambridge University Press, Cambridge 2009. (ins Rumänische übersetzt [2005])
- I. J. Deary: Intelligence: A very short introduction. Oxford University Press, Oxford 2001. (Übersetzungen ins Arabische [2005], Hebräische [2006], Ungarische [2003], Japanesische [2004], Koreanische [2005], Portugiesische [2006] and Spanische [2004])
- I. J. Deary: Looking down on human intelligence: from psychometrics to the brain. Oxford University Press, Oxford 2000.
- G. Matthews, I. J. Deary: Personality traits. Cambridge University Press, Cambridge 1998.